# Milewo (gromada w powiecie ełckim)
Milewo – dawna gromada, czyli najmniejsza jednostka podziału terytorialnego Polskiej Rzeczypospolitej Ludowej w latach 1954–1972.
Gromady, z gromadzkimi radami narodowymi (GRN) jako organami władzy najniższego stopnia na wsi, funkcjonowały od reformy reorganizującej administrację wiejską przeprowadzonej jesienią 1954 do momentu ich zniesienia z dniem 1 stycznia 1973, tym samym wypierając organizację gminną w latach 1954–1972.
Gromadę Milewo z siedzibą GRN w Milewie utworzono – jako jedną z 8759 gromad – w powiecie ełckim w woj. białostockim, na mocy uchwały nr 13/V WRN w Białymstoku z dnia 4 października 1954. W skład jednostki weszły obszary dotychczasowych gromad Ginie, Kile, Milewo, Prawdziska, Stare Cimochy, Turowo, Wierzbowo, Zanie i Zocie ze zniesionej gminy Kalinowo w tymże powiecie. Dla gromady ustalono 14 członków gromadzkiej rady narodowej.
Gromadę Milewo zniesiono 1 stycznia 1972, a jej obszar włączono do gromady Kalinowo.